# Zobeir Pascha

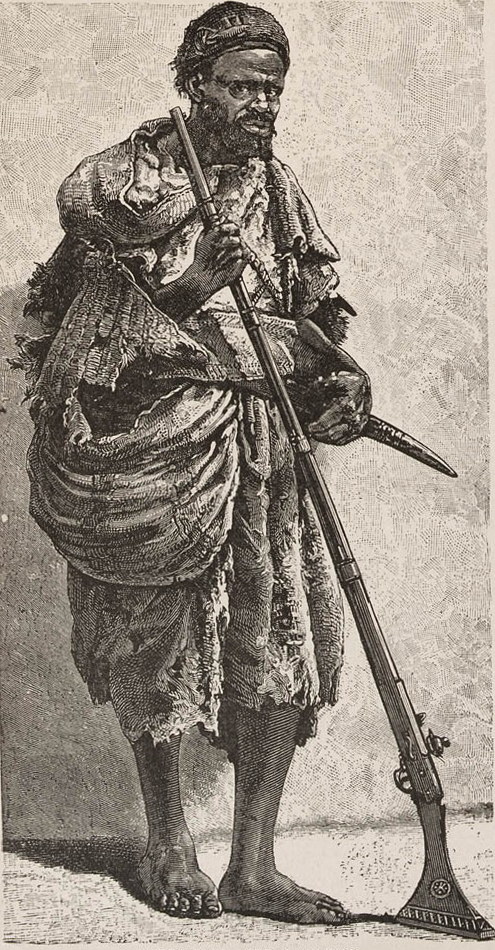
Illustration av Zobeir Pascha från 1889.

Zobeir Pascha  (även kallad Al-Zubayr Rahma Mansur, Sebehr Rahma, Rahama Zobeir), född 1830, död 1913, var en osmansk pascha och slavhandlare i Darfur; till en början motståndare till general Gordon i dennes kamp mot slaveriet, men senare Gordons bundsförvant, och sedermera blev han även guvernör.
Hans roll som General Charles Gordons nemesis ledde till att han i England hade ett närmast mytiskt rykte som "den rikaste och värste", en "slavkonung" "som (hade) kedjade lejon som del av sitt följe."

## Bakgrund
Han föddes 1830 i Gemaabdelen av Jaalinstammen i norra Sudan, i en familj som hävdade släktskap med Koreishstammen genom Abbas ibn Abd al-Muttalib, Muhammeds farbror.[källa behövs]
Han inledde sitt storskaliga företag år 1856, då han lämnade Khartoum med en liten armé, för att upprätta ett nätverk av handelsfort, kallade zeribas, med fokus på slav- och elfenbenshandel.
År 1871, då han var som mäktigast, besöktes han av Georg Schweinfurth. Två år senare fick Zobeir Pascha titeln guvernör över Bahr el Ghazal i utbyte mot årlig tribut i elfenben.[källa behövs]
Så småningom kontrollerade han 30 zeribas, och fick titlarna bey och Pascha, efter att han och hans löjtnant Rabih az-Zubayr, under en tid hade allierat sig med khedive Ismail Pasha under invasionen av Darfur, där han ledde den södra trupperna. Han kallades "den svarte pashan" och ville bli Governor General.

## General Gordons motståndare

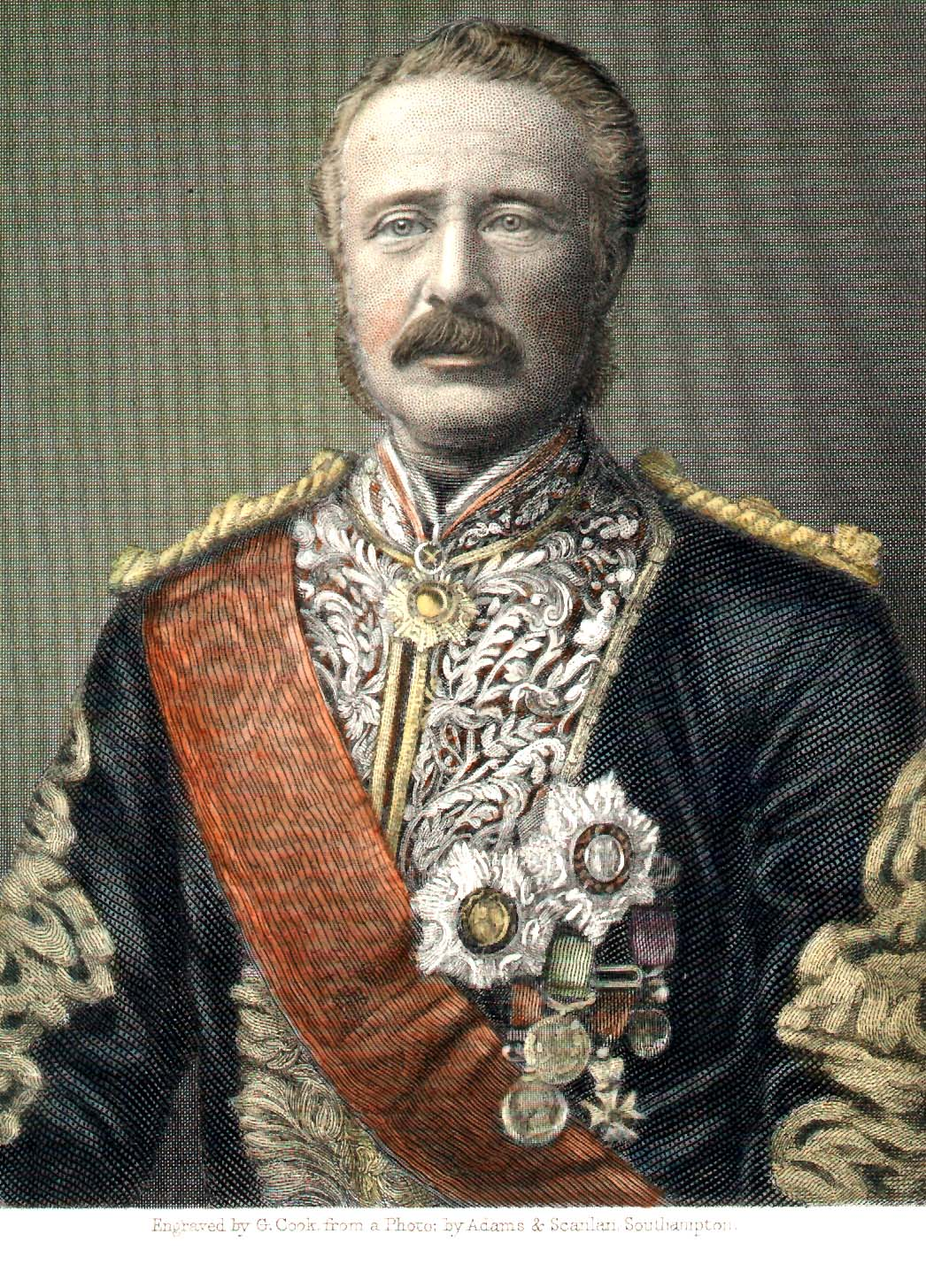
General Gordon.

År 1877 anlände General Gordon som nyutnämnd guvernör över Sudan, och ville stävja slavhandeln. Zobeir Pasha klagade i Kairo och bad om att få guvernörskap över det nyligen erövrade Darfur, men fick avslag. De egyptiska myndigheterna förbjöd även honom att återvända till Sudan, men lät honom resa till Konstantinopel vid utbrottet av rysk-turkiska kriget.[källa behövs]
Det året nämnde Gordon "den svarte pashan, Sebehr" i ett brev hem till England. Zobeir Paschas 22-årige son, Suleiman motsatte sig också General Gordon, från ett fäste kallat "Adullams grotta", utanför Shaka.  Gordon funderade under en tid att erbjuda Suleiman posten som guvernör över Dara i ett försök att få honom sysselsatt med fredliga ärenden. Istället valde han El Nour, en av Suleimans hövdingar posten i utbyte mot att han spionerade inom gruppen. I och med detta fick Gordon reda på att Suleiman fortfarande mottog brev från Zobeir Pasha, som alltid innehöll den kryptiska frasen "Ta hand om Abdoul Razoul".

## Kvarhållen i Egypten, sonen tar över befälet
Innan Zobeir Pasha reste till Kairo hade han tänkt att muta andra pashor med omkring £100 000 för att de skulle erkänna hans överhöghet. Han hade samlat sina hövdingar under ett träd mellan Shaka och Obeid där de kommit överens om att om denna plan misslyckades skulle de ta till vapen. Han kvarhölls av egyptiska trupper för sitt mutförsök och fick inte återvända till Sudan. Han skrev till General Gordon och erbjöd £ 25 000 årligen till Khedive, och att han skulle återställa ordningen i Sudan, bara han tilläts återvända. Gordon avböjde och Zobeir Pasha sände ett meddelande till sina hövdingar att de skulle "lyda de order som gavs under trädet", vilket ledde till att det nästan var anarki som rådde då Gordon återvände till Khartoum.
Zobeir Pasha dömdes till döden för sin roll i upproret. Trots detta hade han en hög ställning vid Khedivalhovet och underhölls som en gäst i Kairo utan att domen uppmärksammades.[källa behövs]
Gordon ville förhandla med Suleiman medan hans far fortfarande var kvarhållen och mötte vid flera fredliga tillfällen den unge man som nu ledde sin fars styrkor. Gordon kallade honom ”cub” (=unge) och hade en nästan faderlig hållning mot honom, men gav ett ultimatum, antingen skulle Suleiman lämna "Adullams grotta" och kapitulera eller så skulle Gordon attackera med stora styrkor. Suleiman mådde illa och bad om tid att tänka över saken. När han återvände till grottan spred hans trupper rykten om att Gordon hade serverat honom förgiftat kaffe.
En kort tid därefter sände Suleiman bekräftelse på att han kapitulerat och började röra sig norrut. Då han befann sig i staden Shaka, skickade han Gordon ett brev där han kallade sig Gordons ”son” och bad om en styrelsepost. Gordon svarade att han skulle hellre dö än att ge någon rebelledare någon titel, om han inte reste till Kairo och svor trohet Khedive.
Suleiman samlade argt ihop 6000 av sina män, men de skingrades snart av Yussuf Pashas och Romolo Gessis trupper. Gessi, tillsammans med Taha Mahomet hade tidigare plundrat Dem Sebehr, ett ryktbart fäste för slavägarklanen.
I början av september, på väg genom Shaka, överraskades Gordon av en inbjudan till Suleimans hem. Han tackade ja, men fortsatte att avvisa Suleimans böner om en post, men tröstade den unge hövdingen genom att ge honom ett gevär och lära honom att använda det. Slutligen fångades och avrättades Suleiman under ledning av Romolo Gessi (på Gordons order).

## Senare betydelse i kriget
Den 18 februari 1884 erbjöd Gordon den fängslade Zobeir Pasha ledarskapet över hela Sudan, i utbyte mot att han skulle hjälpa britterna att hålla Muhammad Ahmads trupper stången. Under följande månad förvånade Gordon Europa genom att föreslå Zobeir Pasha som sin efterträdare som guvernör över Sudan.
Sir Reginald Wingate, som kände honom personligen, förklarade att Zobeir Pasha var en tankfull man med järnvilja och en född ledare. Slutligen enades drottning Viktoria, sir Evelyn Baring, William Ewart Gladstone och Nubar Pasha i Kairo att låta honom få titeln, men den ordern upphävdes av den brittiska regeringen, som ogillade att han var slavhandlare. Han fick dock befälet över alla de svarta styrkorna och fick dela befälet över de arabiska styrkorna tillsammans med Hussein Pasha.
I mars 1885 fråntogs han befälet och fängslades i Gibraltar, då de brittiska trupperna misstänkte att han kunde ha förhandlat om att svära trohet till Ahmad, den ”falske profeten”, baserat på påstådd korrespondens dem emellan.
I augusti 1887 tilläts han återvända till Kairo, och efter återerövringen av Sudan 1899 fick han komma tillbaka till sitt hemland. Han bosatte sig på sina ägor vid Geili, ungefär 48 km norr om Khartoum.
Han skrev sina memoarer, som skulle komma att översättas till engelska som Black Ivory: Or, the Story of El Zubeir Pasha, Slaver and Sultan, as Told By Himself.